# Зефельд-ин-Тироль
Зе́фельд-ин-Тиро́ль (нем. Seefeld in Tirol) — коммуна в Австрии, в федеральной земле Тироль.
Входит в состав округа Инсбрук. Площадь коммуны составляет 17,38 км², население — 3519 человек (1 января 2021), плотность населения — 199 чел./км². Официальный код — 70351.
Бургомистр коммуны — Вернер Фриссер (Австрийская народная партия).

## Спорт
Зефельд является лыжным курортом.
Здесь проводились соревнования по лыжным видам спорта в рамках Зимних Олимпийских игр 1964 и 1976 годов, а также чемпионат мира по лыжным видам спорта 1985 года и 2019 года. Ещё ранее в 1934 году коммуна принимала европейский чемпионат по фигурному катанию, а в 1963 году чемпионат мира по биатлону. В начале XXI века здесь проходили соревнования по лыжным видам спорта в рамках Зимних юношеских Олимпийских игр 2012 года.
Принимал Зефельд не только зимние виды спорта. В 1986 году здесь состоялся континентальный чемпионат по тхэквондо.

## Население
| Год  | Численность |
| ---- | ----------- |
| 1869 | 439         |
| 1889 | 448         |
| 1890 | 431         |
| 1900 | 420         |
| 1910 | 468         |
| 1923 | 619         |
| 1934 | 986         |
| 1939 | 1130        |
| 1951 | 1790        |
| 1961 | 1801        |
| 1971 | 2303        |
| 1981 | 2476        |
| 1991 | 2751        |
| 2001 | 3098        |
| 2011 | 3193        |
| 2021 | 3519        |

## Известные уроженцы
- Антон Силос[нем.] — титулованный австрийский горнолыжник
- Ян-Карл Распе — западногерманский террорист, один из основателей Фракции Красной Армии (РАФ).